# Cardeñajimeno
Cardeñajimeno è un comune spagnolo di 1 086 abitanti situato nella comunità autonoma di Castiglia e León.